# Féminazi

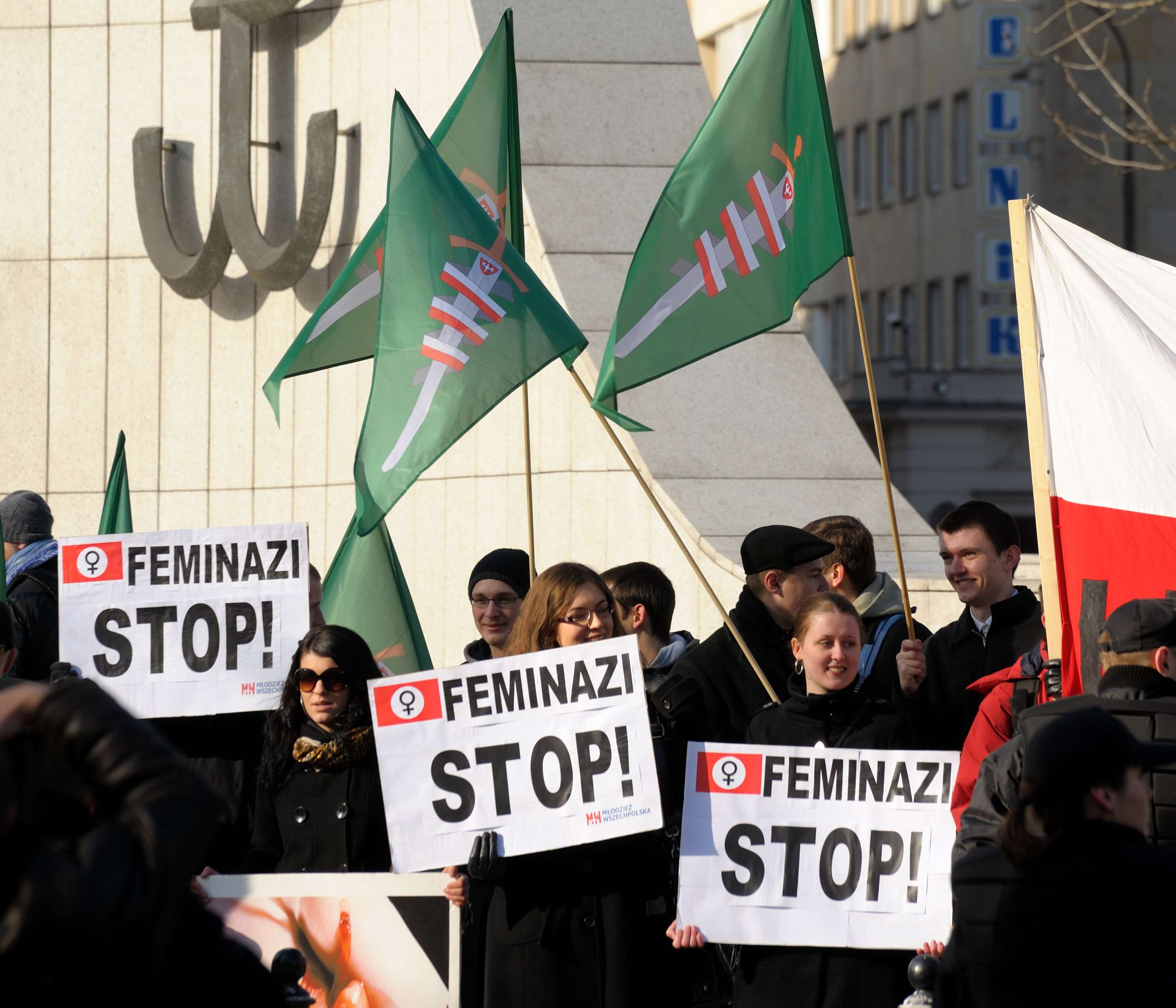
Manifestation du groupe d'extrême-droite polonais pendant la Journée internationale des droits des femmes à Varsovie en 2010.

Féminazi ou féminazie est un terme péjoratif utilisé pour désigner des féministes. C'est un mot-valise composé des termes « féminisme » et « nazi », popularisé par le républicain américain Rush Limbaugh au début des années 1990.
Le terme est notamment utilisé par des anti-féministes dans les médias sociaux, ainsi que par des mouvements pour les droits des hommes. Son emploi peut avoir plusieurs motifs tels que discréditer les arguments de son interlocuteur ou empêcher les femmes de s'exprimer.

## Définition
« Feminazi » est un mot-valise composé à partir des noms « feminist » et « nazi ». Selon The Oxford Dictionary of American Political Slang, il fait référence de manière péjorative à une « féministe engagée ou une femme témoignant d'une forte volonté ».
Il ne désigne pas des féministes qui seraient national-socialistes.

## Origine

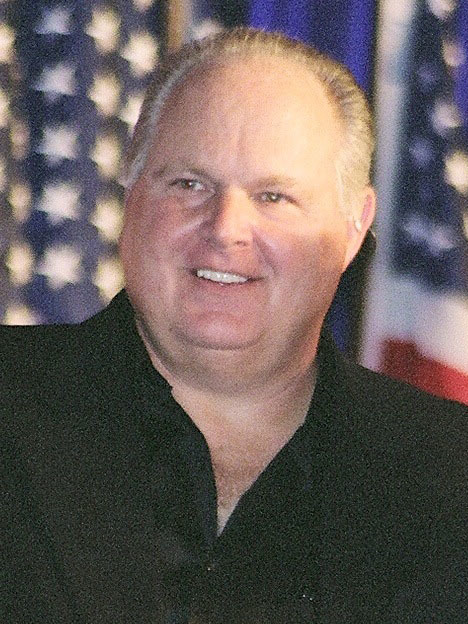
Rush Limbaugh.

L'expression a été popularisée par l'animateur de radio conservateur Rush Limbaugh,. Ce terme apparait dans les années 1990 dans une des phrases de Limbaugh ; une « féminazi » serait selon lui une féministe pour qui la chose la plus importante dans la vie est de s'assurer que le plus d'avortements possibles se produisent. Il continue d'utiliser ce terme dans son émission The Rush Limbaugh Show. La féministe Gloria Steinem explique de son côté « Je n'ai jamais rencontré personne qui corresponde à cette description [de vouloir promouvoir le maximums d'avortements] bien que [Limbaugh] m'arrose copieusement de ce qualificatif parmi de nombreux autres ».
Bien qu'ayant affirmé en 2000 avoir abandonné le terme, Limbaugh continue à l'employer pour attaquer les féministes, ainsi que certains mouvements pro-choix ou défenseurs de la contraception aux États-Unis,,. L'expression est vue comme étant sa marque de commerce contre les femmes (Trademark Slur Against Women).
Selon Moi Toril, Limbaugh s'inscrit auprès de Pat Roberson dans une campagne conservatrice extrémiste des années 1990 contre le féminisme.
Selon l'ouvrage A Dictionary of Slang and Unconventional English (en), Limbaugh utilise l'expression pour « marginaliser n'importe quelle personne féministe en la décrivant comme radicalement opposée aux hommes », et le New York Times indique que le terme est l'un des qualificatifs favoris de Limbaugh pour décrire les militantes pour le droit des femmes. Toril Moi (en) estime que la terminologie de Limbaugh reflète des préjugés répandus et haineux envers les féministes.

## Motifs d'usage
Pour les sociologues Michael Kimmel et Michael Kaufman, le terme « féminazi », popularisé par la droite, est un bon exemple de réaction à l'encontre des féministes et pour le maintien des « privilèges masculins ».

### Réduire au silence
L'expression semble avoir pour but de réduire les femmes au silence.
Selon notamment Candi S. Carter Olson et Victoria LaPoe, la tolérance envers un vocabulaire tel que « féminazi » a pour effet de nuire et réduire la présence active des femmes et des personnes LGBTQIA qui se sentent harcelées et brimées de leur droit de s'exprimer par ce trolling.
Jackson Katz (en), auteur et éducateur américain engagé contre la violence, soutient qu'il s'agit d'une expression propagandiste qui vise à harceler et réduire au silence les femmes s'opposant aux violences masculines envers les femmes.
Des critiques du terme au sein du mouvement féministe apparaissent rapidement. Il est relevé que l'effet visé et effectif de l'utilisation de tels termes agressifs envers les féministes et les communautés LGBTIQ est de réduire les personnes visées au silence par autocensure.
Aux États-Unis, l'expression est employée pour décrire certaines femmes comme étant « extrêmement vigilantes à l'égard des préjugés, au point de percevoir à tort des actes de sexisme et de racisme qui, selon certains, n'existeraient pas réellement ».

### Accentuer l'antiféminisme
Le terme est utilisé par des anti-féministes dans les médias sociaux,, ainsi que par le mouvement pour les droits des hommes. L'expression évolue pour devenir un terme interchangeable avec celui de « féminisme » dans le discours de certains.
La féministe Jessa Crispin (en) dit entendre plus souvent des jeunes femmes que des hommes de droite utiliser ce terme, de la même façon, c'est-à-dire pour porter honte et se dissocier des féministes. Les personnes œuvrant dans le soutien aux victimes de viol, sont forcées de se défendre contre les conséquences (financière, refus d'accès à l'aide aux victimes, marginalisation politique) engendrées par l'étiquetage en tant que « féminazis » par des autorités ou des citoyens.
Le philosophe Paul B. Preciado observe qu'en employant le terme de féminazi, les « pères du technopatriarcat » renversent « les positions d’hégémonie et de subalternité », conférant par conséquent « un pouvoir absolu aux minorités sexuelles » et leur « transfèrent fantastiquement les violences totalitaires qui ont été et sont encore les leurs ». Il s'interroge : « Comment est-il possible d’appliquer l’adjectif «nazi» précisément aux corps que le nazisme considérait infrahumains et dispensables ? ».
Dans son livre Angry White Men (en), le sociologue Michael Kimmel note que le terme « féminazi » est souvent utilisé pour discréditer des campagnes féministes visant à promouvoir l'égalité salariale et à protéger contre le viol et la violence conjugale, en les associant à des idéologies extrêmes, comme celles du génocide nazi.
En Australie, le terme gagne en popularité à la suite de la publication en 1995 du livre The First Stone (en), où il est utilisé dans les médias pour présenter les féministes comme menaçantes, « vindicatives » et « puritaines »[réf. nécessaire].
En mars 2019, le groupe conservateur catholique traditionaliste espagnol Hazte Oír lance une campagne de bus contre les « Féminazis », illustrée par une image d'Hitler portant du rouge à lèvres, pour dénoncer ce qu'ils considèrent comme une « discrimination envers les hommes »,. Cette campagne est interprétée par García López comme une démonstration de patriarcat et de violence nationaliste. Le gouvernement de Catalogne intente une action en justice contre cette campagne, arguant qu'elle constituait « un crime de haine et discriminait sur la base du sexe et du genre ». Cependant, le juge statue que, bien que le message puisse être jugé « odieux et même répugnant », il était protégé par la liberté d'expression.
Le parti d'extrême droite espagnol Vox utilise également ce terme lors de la campagne des législatives de 2019,.

## Analyse
Selon la sociologue québécoise Francine Descarries, le terme « féminazi » est un terme parmi d'autres, du discours de l'antiféminisme ordinaire, et de certains masculinistes. Selon Elizabeth Bridges, le féminisme est perçu comme un mot péjoratif dans de nombreuses sociétés contemporaines, tant chez les hommes que chez les femmes. Elle souligne que la lutte pour les droits des femmes et l'équité devrait être mieux présentée pour contrer la perception selon laquelle les femmes seraient autoritaires et détesteraient les hommes. Cette stigmatisation sociale est en partie alimentée par l'utilisation du terme « féminazi ».
Juliette Rennes, sociologue française, souligne que l'antiféminisme a une histoire ancienne, mais que sa version actuelle tend à prendre la précaution de se dire féministe et de distinguer deux formes de féminisme : celui qui serait acceptable (l'ancien) et celui des « féminazi » qui correspondrait au féminisme contemporain.
Pour Francis Dupuis-Déri et Mathieu Jobin, sociologues québécois, le terme s'inscrit aussi dans la lignée des discours antiféministes et dans la version contemporaine de la « crise de la masculinité »,,,,.
Dans un article intitulé « Voyage au coeur de la manosphère » et publié dans le magazine L'Actualité, Marc-André Sabourin estime que l'expression est un exemple de propos haineux visant les femmes et utilisé dans un tel environnement social.
Selon Zoe Williams (en), le terme « féminazi » véhicule avant tout les traits de son utilisateur, de celui qui y a recours, et elle cite Helen Lewis, « l'idée de confondre un mouvement de libération avec le nazisme est tout simplement profondément ignorante. Il s’auto-sape, car il est tellement exagéré. ».

## Réactions
Gloria Steinem lance l'idée d'un boycott de Limbaugh pour protester contre l'utilisation de ce terme en déclarant « Hitler vint au pouvoir contre le puissant mouvement féministe en Allemagne, détruisit les cliniques de planification familiale et déclara l'avortement crime d'État, toutes opinions ressemblant fortement à celles de Limbaugh »,.
Virginie Fortin crée un spectacle humoristique intitulé Feminazie pour offrir une critique humoristique et féministe à cette expression péjorative,,,,.
Un groupe de black metal féministe américain fondé en 2020 a choisi pour nom Feminazgûl en détournement de l'expression. 